# Edpercivalia flintorum
Edpercivalia flintorum is een schietmot uit de familie Hydrobiosidae. De soort komt voor in het Australaziatisch gebied.